# Ruben - drengen der kan tale med ting
Ruben – drengen der kan tale med ting er en radiotegneserie eller -føljeton som blev sendt på P3 i over et år og haft mere end 800.000 lyttere. Der er desuden udkommet en cd (i januar 2002) med noget af føljetonen. 
Sangene i føljetonen er produceret af Jannik Tai Mosholt og Jesper Andersen, som i 2003 vandt en Danish Music Award for musikken til føljetonen samt i 2004 en DR-pris for cd'en.
Cd'en "Ruben – Drengen der kan tale med ting" indeholder 16 sange og 15 sketches. I Rubens univers møder vi blandt andet Rubens far, Rubens store kærlighed Laura, lommelygten Brian, Glimmer Glenn, Doktor Frank, agenterne Carlos og Reinhart samt mange andre.
Blandt andre medvirker: Jimmy Jørgensen, Tobias Trier, Oliver Zahle, Kaya Brüel, Poul Dissing, Peter Belli, Simon Kvamm, Esben Pretzmann, Daniel Vognstrup (Ruben), Thea Iven Ulstrup (Sarah) og Rune Tolsgaard